# Šamanismus

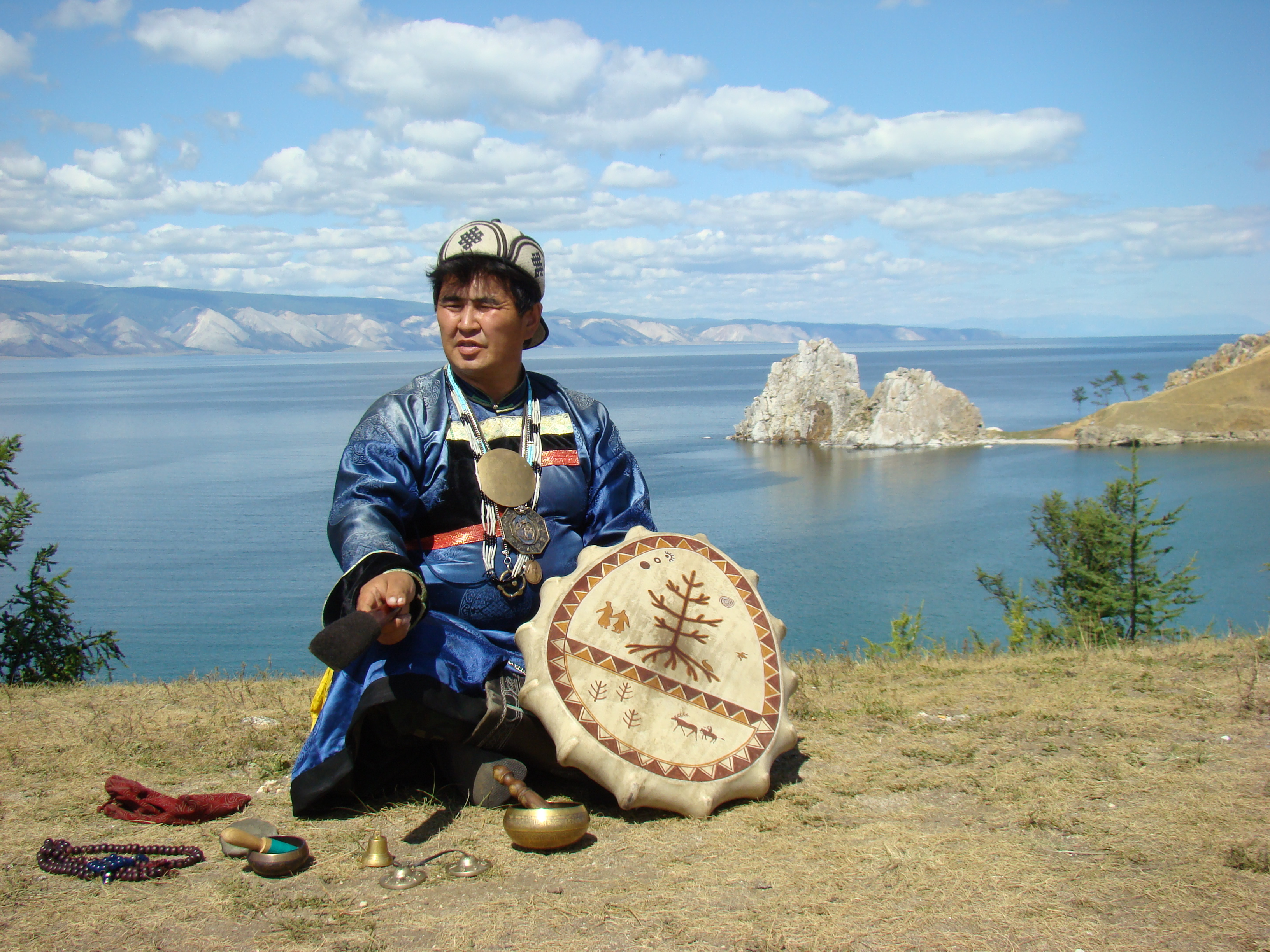
Burjatský šaman na sibiřském ostrově Olchon

Šamanismus je souhrn náboženských, magických, mystických a mytologických představ a rituálních praktik, známý u mnoha kultur v různých oblastech světa a existující nejspíš už od dob paleolitických lovců a sběračů. Definic šamanismu existuje větší množství. Nejjednodušší je Eliadova definice, podle níž je šamanismus archaická technika extáze, respektive dosažení změněného stavu vědomí. Tuto definici pak rozšířili maďarští religionisté Vilmos Diószegy a Mihály Hoppál. Podle jejich názoru je klíčová rovněž sociální role šamana v jeho komunitě, psychické a fyzické dispozice, vyvolení a iniciace, pomocní ochranní duchové a komunikace s nimi, vnější atributy, techniky k dosažení extáze aj. Této definici odpovídá nejvíce šamanismus Sibiře, centrální a jihovýchodní Asie, Arktidy, Severní a Jižní Ameriky, příliš mu však neodpovídají praktiky z oblasti subsaharské Afriky, Austrálie a Oceánie, dříve rovněž klasifikované jako šamanismus.
Osoba praktikující šamanismus se nazývá šaman. Ve své komunitě mívá významnou pozici prostředníka mezi lidmi a světem duchů, případně bohů, léčitele, věštce a psychopompa. Vystupuje jako privilegovaná bytost, která je v kontaktu jak se světem profánním, tak posvátným. Někdy (avšak spíše výjimečně) býval šaman zároveň politickým vůdcem skupiny (Amazonie, v některých případech i Sibiř).
V dílech některých autorů 19. a počátku 20. století bylo slovo šaman chybně používáno jako synonymum pro léčitele, čaroděje či medicinmana. To však, jak vyplývá z definice šamanismu, není správné, šamanismus představuje poměrně vyhraněný typ magických praktik, spojený s extatickými rituály.
Rovněž není správné s šamanismem ztotožňovat archaické prvky světových náboženství. Psalo se například o babylónském či staroegyptském šamanismu. V těchto náboženských systémech se sice určité šamanské prvky vyskytovaly, nebyly však ani jedinou, ani hlavní formou kontaktu s nadpřirozeným světem v těchto kulturách. Nepřesností je také označování šamanismu za náboženství, protože nepředstavuje jednotnou doktrínu, ale jev, který se v různých podobách prolíná většinou světových kultur a náboženství.

## Etymologie
Slovo šaman pochází z evenckého šamán a do evropských jazyků se dostalo přes ruštinu. Poprvé je zaznamenáno v polovině 17. století ve vlastním životopise protopopa Avvakuma Petrova.
Nejčastěji je slovo považováno za původní evencké ve významu „vědoucí“.
Někdy bývalo slovo šaman vykládáno z pálijského samana, ve významu potulného buddhistického mnicha. V současné době však není tento výklad přijímán a je dávána přednost evenckému původu slova.

## Základní prvky

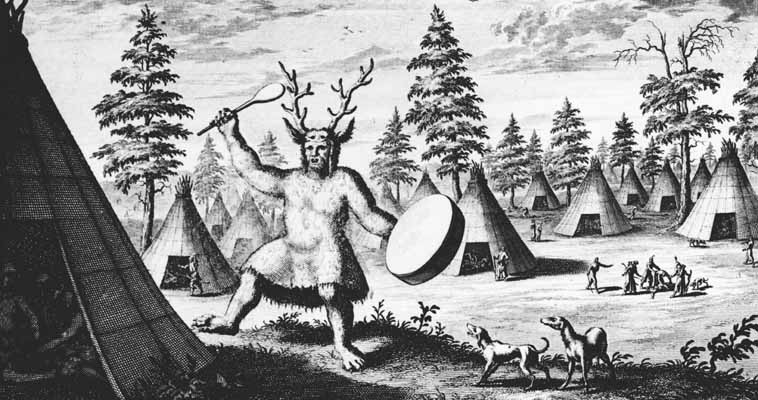
Nejstarší zpodobnění sibiřského šamana je ze 17. století a jeho autorem je Holanďan Nicolaes Witsen

Podle Eliadeho, Diószegyho a Hoppála se šamanismus v celém areálu svého rozšíření vyznačuje následujícími shodnými rysy :
- nemoc předcházející iniciaci jako znak vyvolení.
- zvláštní psychické nebo i fyzické (šestý prst na ruce, zuby při narození) dispozice jako znak vyvolení.
- iniciační vize, často spojené s prožitkem smrti a vzkříšení zasvěcovaného adepta.
- šamanský oděv a pomůcky jako jsou hudební nástroje (nejčastěji buben nebo chřestidlo).
- kosmologie rozdělující univerzum do tří světů (Nebe, Střední svět, podsvětí), mezi nimiž se může šaman pohybovat.
- animismus a uctívání přírodních duchů.

Mezi základní schopnosti šamana pak patří:
- schopnost šamana komunikace s duchy (případně bohy), a to příznivými i nepřátelskými.
- schopnost šamana opustit tělo a vydat se do jiných světů
- schopnost šamana vstoupit do transu a mít vize
- vlastnictví ochranného či pomocného ducha.
- léčení nemocí způsobených zlých duchem či únikem duše.
- schopnost věštění.
- schopnost proměňovat se ve zvířata.

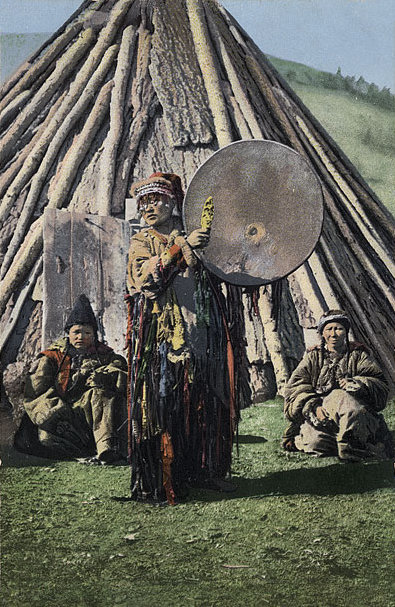
Altajský šaman s bubnem

Zatímco ve společnostech lovců, sběračů či kočovných pastevců byl šaman (případně medicinman) jediným prostředníkem s nadpřirozeným světem (severoameričtí a amazonští indiáni, Inuité, Sibiř), v zemědělských kulturách se sociálně diferencovanou společností není šaman jediným prostředníkem s nadpřirozeným světem. Pozice šamana zde byla nahrazena pozicí kněze či čaroděje, (Afrika, vyspělé americké kultury: (Mayové, Aztékové, Inkové). V některých společnostech mohli kněží, čarodějové i šamani existovat současně (Oceánie, jihovýchodní Asie).
Šaman může být chápán jako předstupeň kněze – obětníka, protože při některých rituálech (hlavně pohřeb nebo oslavy sklizně) prováděl i obětní obřady. Pro šamanismus je charakteristická i schopnost komunikace se světem mrtvých. Šaman v roli psychopompa vyprovázel duše zemřelých do záhrobí, ale také s pomocí mrtvých věštil nebo od nich získával informace. Někde byl šaman se světem mrtvých spojen natolik, že ho ostatní členové komunity chápali přímo jako (ne)mrtvou bytost.
Nejcharakterističtějším rysem šamanismu je šamanská cesta do jiných světů související s představou kouzelného letu. Šamanovi v ní zpravidla pomáhají duchové jako jsou ptáci či koně. Na Sibiři je rozšířená představa, že se šaman v plášti zdobeném peřím proměňuje během obřadu v ptáka a odlétá do jiných světů (Evenkové), nebo že tam odjíždí na sobu či koni, jehož představuje šamanský buben ze sobí nebo koňské kůže (Tuvinci, Jakuti). Podle Altajců a Tatarů však šaman stoupá do nebes po žebříku. Ke vstupu do extáze, nutné k cestě do jiných světů, šaman používá bubnování, zpěv a tanec (téměř ve všech kulturách, kde je šamanismus rozšířen), někde i entheogeny (Kamčatka, Amazonie), půst (Severoameričtí indiáni) či meditaci (Kavkaz, Tibet, Střední Asie). Šamanský obřad se v oblasti Sibiře a centrální Asie označuje termínem kamlání, převzatým z jazyka Altajců.
Hlavní představou o původu nemocí je „únos duše“ zlými duchy či démony. Při léčebném obřadu tedy šaman duši vyhledá, chytí a navrátí do těla nemocného. Jinde to zas bývá vniknutí magického předmětu či posedlost zlým duchem (typické v Amazonii). Většina severoasijských etnik věří že člověk má duší více a šaman musí určit, která z nich je unesena nebo ohrožena. Šamani v extatickém stavu také bojují s duchy (např. s démony, způsobujícími epidemie) nebo s šamany nepřátelských skupin. Zvláště na Sibiři je rozšířena představa, že šaman může napadnout jiného šamana a pohltit jeho duše i sílu. Postižený šaman pak zahyne nebo přinejmenším onemocní.
Šamani pro komunikaci s duchy obvykle používají tajný jazyk, který se naučí během iniciace. Jeho znalost lze získat buď od starších šamanů nebo od duchů, obvykle kombinací obojího. Často je tento jazyk chápán jako jazyk zvířat, může být napodobením zvířecích zvuků. Napodobování zvířat je způsobem jak se spřátelit s divokými zvířaty, komunikovat s nimi, případně se v některé zvíře proměnit. Souvisí s představou návratu do mytických časů kdy lidé a zvířata žili v míru a pohromadě. V tajném jazyce také šaman zpívá písně a zaklínadla, v některých jazycích (např. v jakutštině) jsou přímo slova pro „zpěv“ a „magii“ stejného původu.

### Výběr šamanů

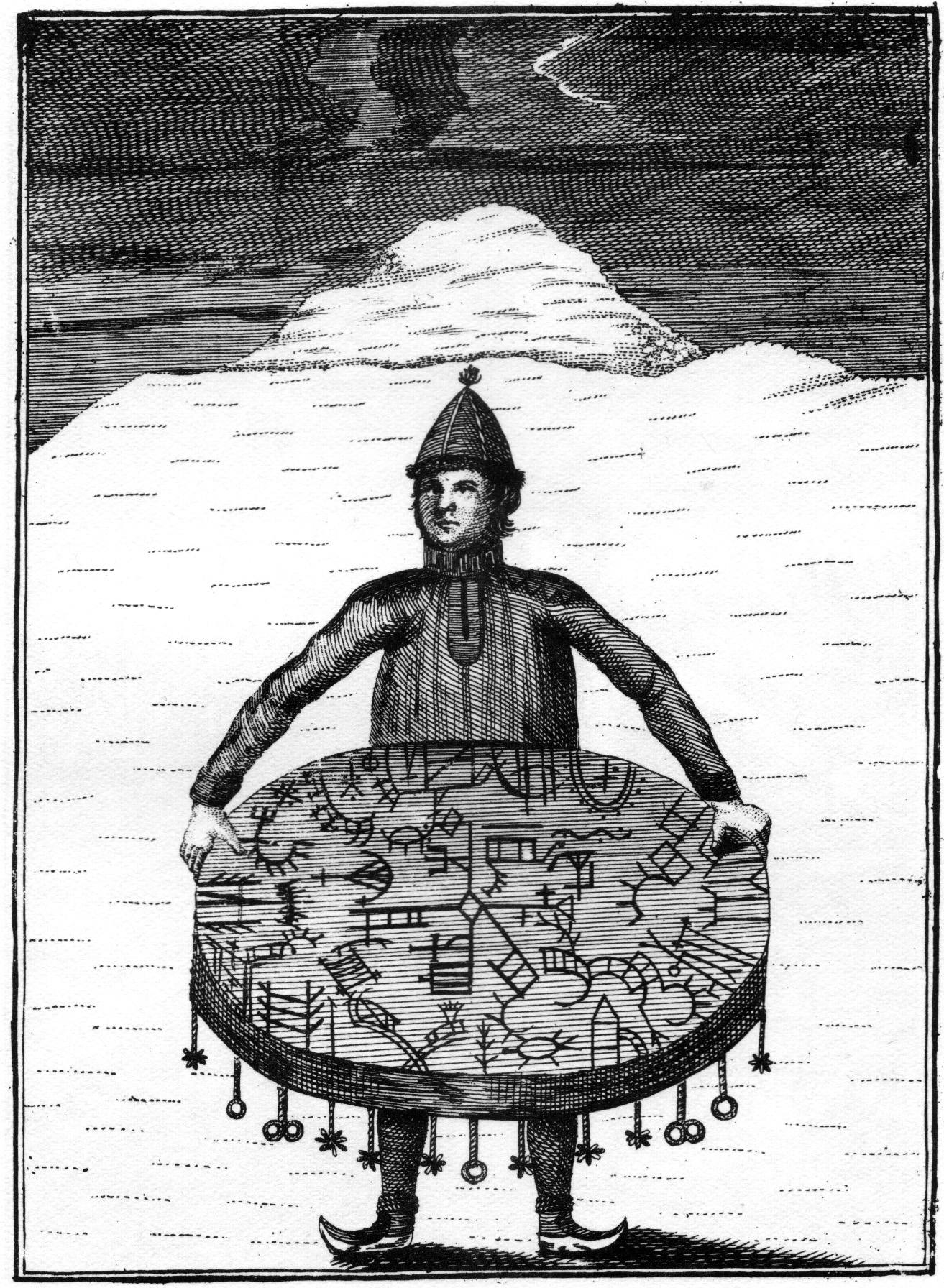
Sámský šaman zvaný nojd (noid) s typicky zdobeným bubnem

Existují dva základní způsoby, jak se člověk může stát šamanem:
- zdědění šamanského povolání
- vyvolení duchů

Oba dva způsoby také mohou existovat společně, respektive i v případě dědičnosti bývá vyžadován souhlas duchů (z více potomků zemřelého šamana duchové vyvolí toho nejvhodnějšího). Existuje však i mnoho etnik, u nichž nebyla možnost dědičného šamanismu známa.
Někdy se také člověk může šamanem stát vlastní volbou či z vůle své komunity, ale takoví jsou považováni za méně mocné než ti, kteří šamanskou pozici zdědili či byli vyvoleni.
Cesta k iniciaci je často zahájena setkáním s duší předka, zvířetem či zjevením ve snu.
Vyvolení často probíhá prostřednictvím duchů (bohů) nebo duší mrtvých šamanů (předků). První z těchto předků však byli podle mýtů vždy vyvoleni duchy. Někde se objevuje i víra v postupný úpadek šamanismu, vysvětlovaný pýchou prvního vyvoleného šamana který se chtěl měřit s božstvy (duchy) či odmítl uznat jejich autoritu.
Znamením vyvolení bývá dále často iniciační nemoc, projevená psychickou poruchou nebo tělesnou dysfunkcí. Psychické poruchy byly některými badateli označovány za původce šamanismu (zvláště v arktické oblasti tzv. arktická hysterie). Této teorii však odporuje fakt, že v případě iniciační choroby šaman dokáže svou nemoc ovládnout a uzdravit se.
Ve většině kultur je šaman po iniciaci fyzicky i duševně normální nebo okolí mentálními schopnostmi i převyšuje. Podstatným rysem šamana je vysoká schopnost koncentrace a meditace, snášení utrpení a výborná kondice.

### Iniciace

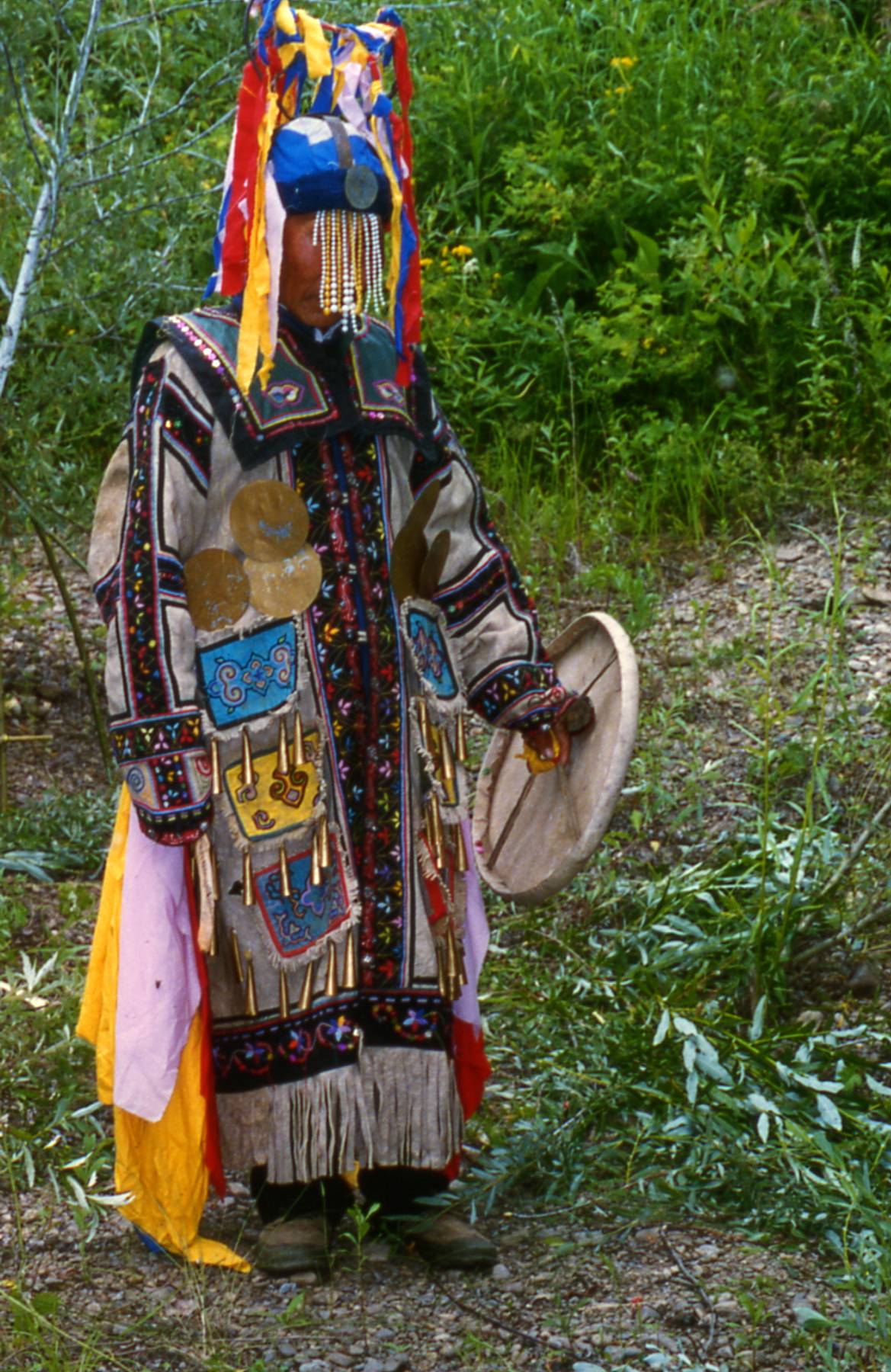
Chuonnasuan, poslední šaman Oročenů v červenci 1994

Šamanská iniciace se odehrává ve dvou rovinách:
- extatické

Extatická iniciace probíhá podle schématu: utrpení, smrt a zmrtvýchvstání. Iniciační nemoc adeptovi zajistí zkušenost agónie nebo bezvědomí. Obsahuje většinou motiv zničení (roztrhání) těla a jeho obnovy. Po vzkříšení se dostavují schopnosti komunikace s bohy, duchy a dušemi mrtvých šamanů.
- tradiční

K tradiční rovině zasvěcení je nutné předání zkušeností od staršího šamana, který pomůže adeptovi ovládnout techniky extáze a naučí ho mytologické a náboženské tradici komunity. Po tomto období může následovat přijetí šamana do komunity, obsahující různé zkoušky (zvláště v Amazonii).

### Šamanští duchové
K šamanovi obvykle náleží duchové, kteří se dělí na ochranné a pomocné.
- ochranní duchové

Je to zpravidla jen jeden duch, který si šamana vyvolil a má k němu blízký vztah (alter ego – dvojník, zvířecí matka, někdy i duch předka nebo duchovní sexuální partner). Šaman mu musí sloužit.
- pomocní duchové

Jsou podřízení ochrannému duchovi i samotnému šamanovi, který je využívá jako služebníky (např. duch šamanského bubnu, paličky, oděvu...)
V praxi je ovšem někdy těžké tyto kategorie rozlišit. Například u Nanajců je ochranný duch nazýván ayámi, ten vstupuje do šamanova těla, přiděluje mu zvířecí pomocné duchy a také je jeho nebeskou manželkou. Nebeská manželka šamana se objevuje i u mnohých jiných sibiřských (ale i středoasijských a kavkazských) etnik. V těchto vztazích se odráží klasický motiv smrtelníka a víly či polobohyně, která si ho vyvolí za milence. U Jakutů má naopak ochranný duch šamana úlohu „zvířecí matky“, která šamana v průběhu iniciace kojí svým mlékem a předává mu tak svou sílu. Tento motiv může souviset s archaickou představu Velké matky zvířat, která dává lidem právo lovit zvěř a jíst maso.
Pomocní duchové mají většinou podobu zvířat, například soba či koně na kterém šaman létá na nebesa. Mohou to být ale také duchové předků, lesa nebo přízraky. Mohou být i jeho dvojníkem-alter egem a jednou z duší. Pokud někdo (nepřátelský šaman) ducha zabije, jeho vlastník může zemřít nebo alespoň onemocní a ztratí schopnosti.
Typickým pomocným duchem je kůň, protože byl jako psychopomp spojen s pohřební obřady. Umožňuje šamanovi let na nebesa a u některých etnik se používá hůl zakončená koňskou hlavou. Symbolická jízda na koni pak vyjadřuje opuštění těla v transu. Šamanské bubny byly na Sibiři často vyráběny z kůže koně nebo soba a cesta do extáze pomocí bubnování je proto popisována jako jízda na okřídleném koni (sobu) na nebesa. Buben je zde přímo ztotožněn s jízdním zvířetem.

### Šamanský oděv a výbava

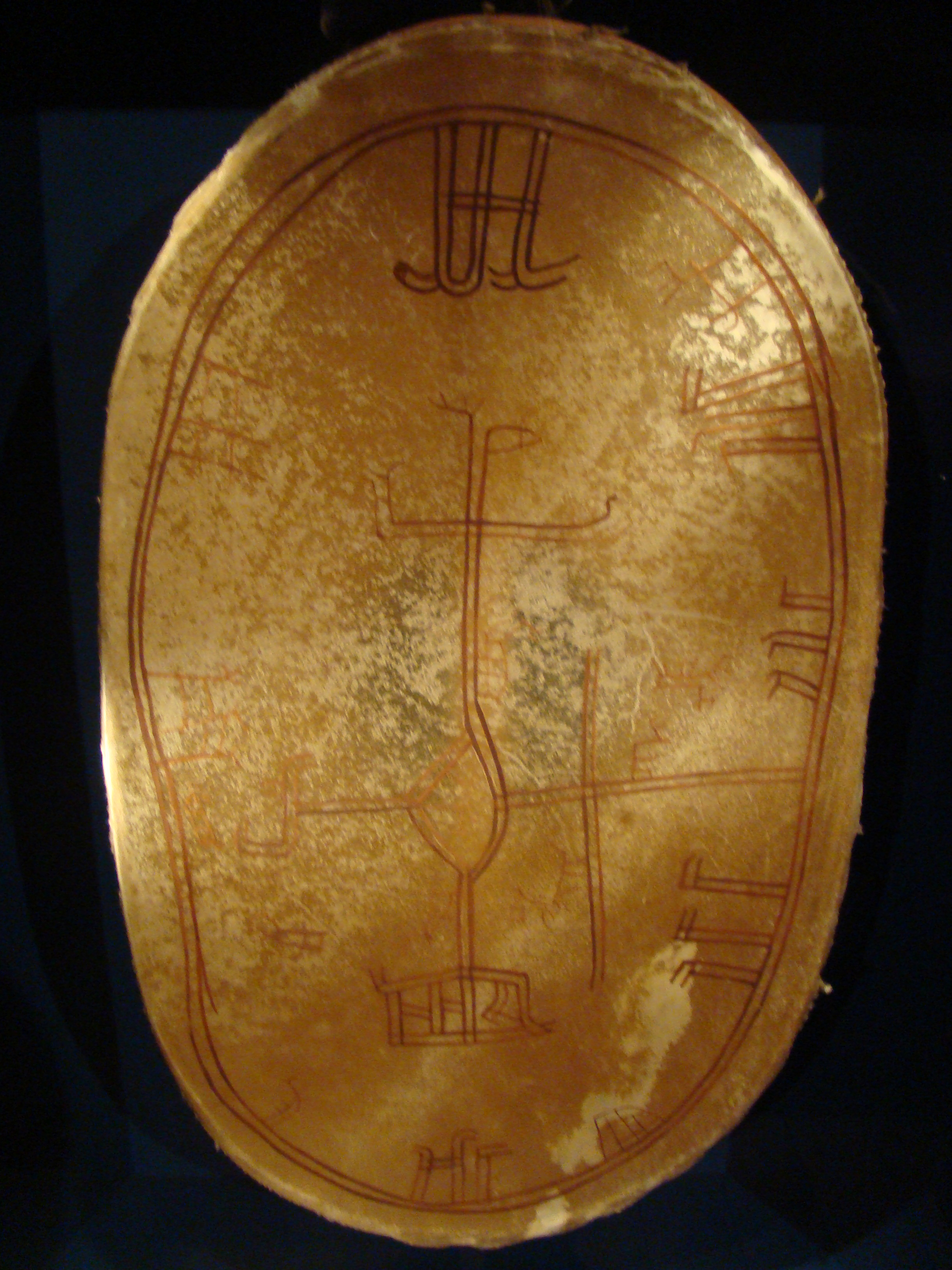
Sámský šamanský buben

Typickým prvkem šamana je jeho rituální oděv a posvátná výbava, jako je čapka, plášť, pás a hudební nástroj, nejčastěji buben nebo chřestidlo. Některá etnika přímo speciální šamanský oděv neznají, ale i u nich existuje určitá šamanská výbava. Například u sibiřských etnik je typickou součástí šamanovy výbavy plášť s koženými řemínky a železnými řetězy, kroužky a figurkami zvířat, maska (či šátek přes oči), železný nebo kožený pektorál a čapka nebo čelenka zdobená pery, parožím či kovovými součástkami.
Oděv šamana má pak symbolickou funkci a představuje kůži zvířete či ptáka, v něhož se šaman bude proměňovat. Zároveň je obýván pomocnými duchy. Oděním se do něj šaman opouští profánní prostor a vstupuje do duchovního světa. U některých etnik mohou být po neúspěšné léčbě pomůcky i oděv zničeny. Železné destičky na oděvu mají chránit před útoky zlých duchů. V jiných případech je oděvem napodobován pták či je použita symbolika kostry, jako upomínka na šamanovo roztrhání v průběhu iniciační vize.
Kromě oděvu je hlavní pomůckou šamana hudební nástroj, nejčastěji buben, který šamanovi pomáhá dostat se do extáze a tím i do jiných světů. Také je vhodný k přivolání a uvěznění duchů. První buben byl podle mnoha mýtů vytvářen z větve Stromu světa, kterou nechal spadnout Stvořitel. Šamani Selkupů, Něnců, Šorů i Altajců musí nový buben nejprve „oživit“. Během obřadu oživení vypráví zvíře, z jehož kůže byl buben vytvořen, příběh svého života a šaman s ním cestuje po místech, kde se narodilo, žilo a bylo uloveno. Rámový buben používají šamani sibiřských etnik, Sámů, Inuitů, Mongolů a některých skupin v Americe (Mapučové, prérijní indiáni). V Africe je používán vysoký buben bongo z dlabaného špalku, potažený kůží, nebo i keramický buben a různé řehtačky. Šamani na východní Sibiři a v Oceánii hrají také na zvukové břevno. U některých etnik Afriky (Sanové) a Ameriky (Tlingitové, kalifornští indiáni, Ohňová země) je buben nahrazen lukem, který je také používán jako hudební nástroj. V Amazonii je používána maraca vyrobená z tykve, v Severní Americe řehtačky a chřestidla z kůže (Jihozápad, prérie) nebo dřeva (Severozápadní pobřeží). Šamani v Austrálii, Oceánii, Amazonii a u Inuitů používají také hvízdač (bzučák) ze dřeva nebo kosti, roztáčený na dlouhé šňůře. Šamani ve Střední Asii (Kazachů, Kirgizů, Turkmenů) a sibiřských Chantů a Mansů používali také strunné nástroje. Šamani Jakutů, Altajců nebo Tuvinců někdy používali také chomus.
Mezi další pomůcky patří masky, typické pro Severní i Jižní Ameriku, Oceánii a jižní Asii. Na Sibiři se objevoval mezi atributy šamana bič, hůl nebo jakési žezlo zakončené koňskou hlavou.

### Mytologie a kosmologie
Pro kosmologickou koncepci je ve většině šamanistických systémů typické patrovité uspořádání tří světů, nebe, země a podsvětí, které však nemusí být totožné se záhrobím. Ty jsou propojeny ústřední osou, která mívá podobu stromu, sloupu či hory, a umožňuje sestup nebeských duchů na zem, mrtvých do podsvětí, ale také cesty šamanů.
Šamanská cesta může být chápána jako svého druhu návrat do mytického věku kdy lidé mohli vstoupit na nebesa. Světovým stromem je na Sibiři nejčastěji bříza, jejíž větve se dotýkají nebe a kořeny podsvětí. Ta mívá sedm, osm či devět větví, po kterých šaman stoupá. U Jakutů se světový strom nazývá Aar Luuk Maas a je zároveň sídlem bohyně země Aan Alachčyn. V Amazonii bývá světovým stromem cejba, která je skutečně jedním z nejvyšších pralesních stromů.
V mnoha formách šamanismu se vyskytuje postava všemohoucího stvořitele, který sídlí na nebesích. Často však bývá prezentován tzv. deus otiosus, nečinný bůh, který si již svůj úkol odbyl stvořením a nyní již do běhu světů výrazněji nezasahuje. V nižších sférách nebes pak sídlí jeho synové, dcery nebo služebníci, nižší bohové, bohyně a duchové. V mytologii Sibiře a Severní Ameriky je častý motiv dvou bratrů – stvořitelů, z nichž jeden je dobrý a druhý zlý. Dobrý bůh sídlí v nebeském světě, zlý v podsvětí a společně ovlivňují dění na středním světě.
Někdy mají šamani také svá vlastní božstva, u Burjatů je jím Teche Sar Manžalaj, který vládne tanci, plodnosti a bohatství. Žije ve Středu světa, kde ho šaman během své extatické cesty navštíví a naváže milostné vztahy s jeho devíti manželkami.
Střední svět je většinou osídlen duchy zvířat, rostlin, vody, ohně aj. Vyskytují se u také duhové hor a jiných významných míst. Sama Země pak bývá často vnímána jako živá bytost, bohyně.
Podsvětí může být územím mrtvých, není to však pravidlem. Téměř ve všech šamanistických systémech ho obývají démoni, zrůdy a zlí duchové, způsobující neštěstí a nemoci. Bývá to děsivé temné místo, ledová pustina nebo naopak země ohně a lávy. Mívá často více pater, v těch nejspodnějších žijí nejstrašnější a nejmocnější démoni. V sibiřských mytologiích sídlí v podsvětí také duchové kovářů, jako je jakutský Kytaaj Bachsylaany. Ti mohou být dobří i zlí, často hrdinům nebo šamanům poskytují magické zbraně a mohou je ve své výhni uzdravit. U Něnců a Nganasanů byl při iniciačních vizích adept na šamana chycen podsvětním kovářem do kleští a „přetaven“ v kotli nebo ve výhni.

## Šamanismus ve světě

### Střední a severní Asie

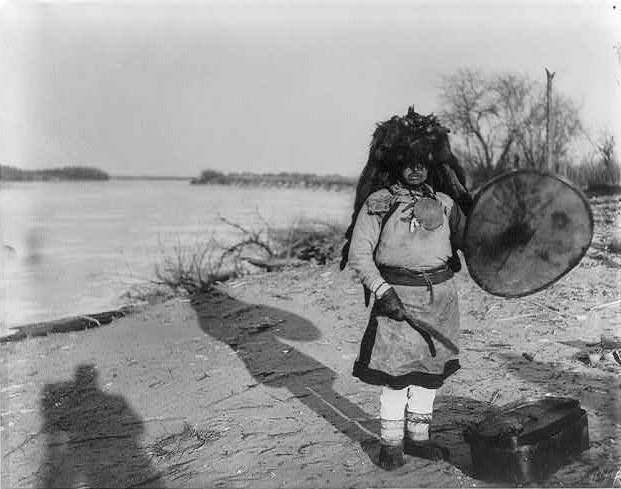
Nanajský šaman z jihovýchodní Sibiře

V střední a severní Asii hráli šamani velice důležitou úlohu v náboženském životě komunity, mohli být zároveň duchovní autoritou i politickými vůdci. Byli věštci, léčiteli, komunikovali s duchy, nebyli však knězi – obětníky. Jejich účast na rodinných obřadech, spojených s narozením, svatbou a smrtí se omezovala na požehnání nebo vyprovázení duše do záhrobí.
Šaman zde byl tedy především léčitelem, mohl se také rozhodnout opustit tělo a vydat se do jiných světů. Mívá i funkci věštce, ale to platí spíše pro šamanky. Na jižní Sibiři a ve Střední Asii byla autorita šamanů omezena vlivy buddhismu a islámu, na severní Sibiři byla mnohem větší. Sibiřští šamani byli u většiny etnik rozděleni na „bílé“ a „černé“ (nebo také „pravé“ a „levé“), podle toho, zda komunikovali převážně s duchy nebe nebo podsvětí. Eliade se domnívá, že toto rozdělení mohlo vzniknout pod vlivem zoroastrismu, toto tvrzení však není příliš opodstatněné. Černí šamani byli spíše léčitelé, kteří komunikovali s podsvětními bohy, způsobujícími choroby. Bílí šamani byli věštci, rádci, prováděli požehnání a veřejné obřady (např. slavnost slunovratu), mohli být i obětníci.
Zdejší šamani byli také vypravěči příběhů, jako například jakutští olonchosuti, kteří vyprávěli eposy oloncho, dlouhé desítky tisíc veršů a popisující činy duchů, hrdinů a šamanů minulosti. Tyto eposy jsou jedním z nejpodrobnějších pramenů k poznání sibiřského šamanismu.

### Amerika

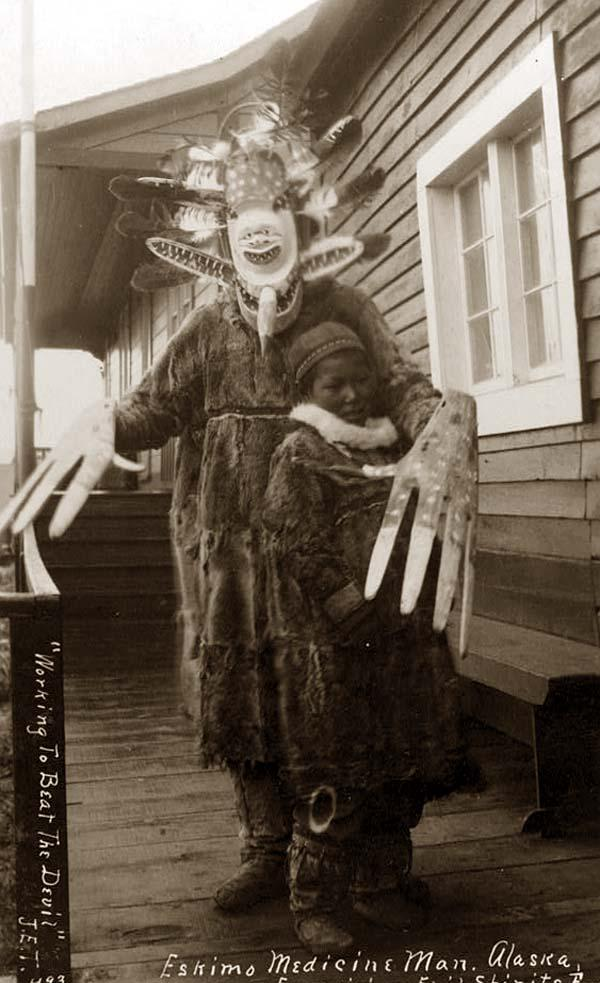
Inuitský medicinman v roce 1900

Šamanismus u Inuitů má blízko severoasijskému a zaměřuje se na cestu pod mořskou hladinu k Matce Zvířat Sedně, která zajišťuje hojnost zvěře, plodnost žen a dobré počasí. Šaman zde obnovuje vztah mezi lidmi a Sednou (a samotnou přírodou), poškozenou porušením loveckých tabu.
U severoamerických Indiánů má šaman velmi důležitou úlohu v náboženském životě, nikde však není tato úloha výhradní, zastává ji i kněz, kouzelník (ten provozuje černou magii), ale také každý jednotlivec. Šaman se od nich liší intenzitou své zkušenosti a moci, ale každý Indián může mít ochranného ducha a mystické vize.
Od kněze se šaman odlišuje především svou schopností extáze a od čaroděje svou pozitivní rolí. Jeho nejdůležitější úlohou je léčení, ale také magicko-náboženské rituály (např. při společném lovu) a také má moc nad počasím a věštecké schopnosti a dokáže ochránit před černou magií. V některých indiánských kulturách však šamani plní i kněžské funkce.
Existují také tajné společnosti a mystické kulty jako Midewiwin, Nepravé tváře a Tanec duchů. Ačkoliv vykazují šamanistické prvky, přijímají každého, kdo prokáže jisté extatické schopnosti. Často se také objevuje antagonismus mezi těmito bratrstvy a šamany, někteří šamani však do nich přesto vstupují.
Šamanismus je dodnes velmi rozšířený i v Jižní Americe. V Andské oblasti šaman splývá většinou s knězem a čarodějem, léčí a přináší oběti, a to i krvavé (morčata, někdy i lamy). Podobnou úlohu mají také šamanky mači u Mapučů, které také provádějí rituál výstupu do nebe pomocí šamanského žebříku. Jako jedny z mála jihoamerických šamanů používají rámové bubny.
V Amazonii se šaman většinou nazývá pajé a jeho obřadním nástrojem je řehtačka maracá vyrobená z tykve. Zdejší šamani používají velmi často různé halucinogeny, jako je ayahuasca, epená, ňopo či lysohlávky, také kouří nebo pijí ohromné množství tabáku, až se dostaví otrava nikotinem (Gran Chaco). Rostlinné drogy se pijí, kouří nebo šňupou. Jedním z nejdůležitějších úkolů amazonských šamanů je odstranění zlého ducha yolok z lidského organismu. To se provádí zaříkáním, obřady, ale také pouštěním žilou a vysáváním.
Amazonie je v současné době jednou z mála oblastí, kde je šamanismus ještě poměrně živý.

### Indoevropské národy
U indoevropských etnik nelze existenci šamanismu doložit. Jisté paralely se sibiřským šamanismem však lze nalézt v germánské mytologii. Bůh Ódin a jeho pověšení na Yggdrasil při kterém získal tajemství run připomíná šamanskou iniciaci. Na svém osminohém koni Sleipnirovi také jezdí do podsvětí a mění se v různá zvířata. Germánská magie seidhr však s šamanismem nesouvisí. V keltské mytologii se velmi často objevují motivy cesty do zásvětí i jiných světů, proměny člověka ve zvíře či posednutí duchy. Rovněž charakter magických předmětů (kotle, zbraně, kameny), popisovaných v keltských mýtech, je blízký šamanismu. Keltský bůh Cernunnos nápadně připomíná duchy lesa a zvěře, uctívané sibiřskými i severoamerickými šamany. Rovněž keltské válečnicí bohyně Badb a Morrígan, které v podobě vrány doprovázejí válečníky do bitvy a hodují na tělech padlých hrdinů, mají svou paralelu v sibiřském šamanismu. Keltští druidové však nemají s šamany mnoho společného a nejsou u nich doloženy extatické rituály. Mezi Kelty i Germány byla široce rozšířena magie slova, k níž patřily kletby a zaklínadla.
V antickém Řecku se vyskytují určité šamanistické prvky v mýtech o bohu Apollónovi, který přilétal ze severní země Hyperborejců a byl bohem slunce, hudby, ale i věštění a moru. S kultem Apollóna je spojen básník Ariesteás, jehož schopnosti vykazují znaky šamanismu. Také mytický básník Orfeus pocházející z Thrákie má rysy šamana, přestože pozdější orfismus s šamanismem již nesouvisí. Ani Eleusínská mystéria a jiné antické mystérijní kulty nemají s šamanismem nic společného. Více šamanistických tradic měli ve svém náboženství Thrákové a Skythové, kteří používali kouř z konopí k vyvolání extáze. Znali také kult koně a lidské oběti.
V Indii se zmiňují védy i eposy Rámajána a Mahábhárata o schopnostech asketů (rši), kteří dokázali pomocí meditace a askeze měnit svůj vzhled a velikost, léčit i sesílat choroby, přemáhat nepřátele, cestovat do jiných světů a někteří z nich, jako Višvámitra, Čjavana či Nárada dokonce soupeřili se samotnými bohy. Ve védském období byla v Indii obvyklým rituálem sómová oběť, spojená s požíváním halucinogenního nápoje vyrobeného podle některých názorů z muchomůrky červené. Podobný nápoj zvaný haoma byl požíván knežími ve starověké Persii, jeho součástí snad byly některé psychotropní rostliny jako chvojník a routa stepní (Peganum harmal).
S šamanismem bývají srovnávány i některé techniky jógy, tantrismus a praxe buddhistických mnichů. Patří k nim např. meditace, recitace manter, schopnost snížit na minimum životní funkce nebo tvoření vnitřního tepla tumo. Dále se v Indii objevuje šamanismus, spojený s kultem tygra, u původních obyvatel jako jsou Saórové.

### Východní Asie

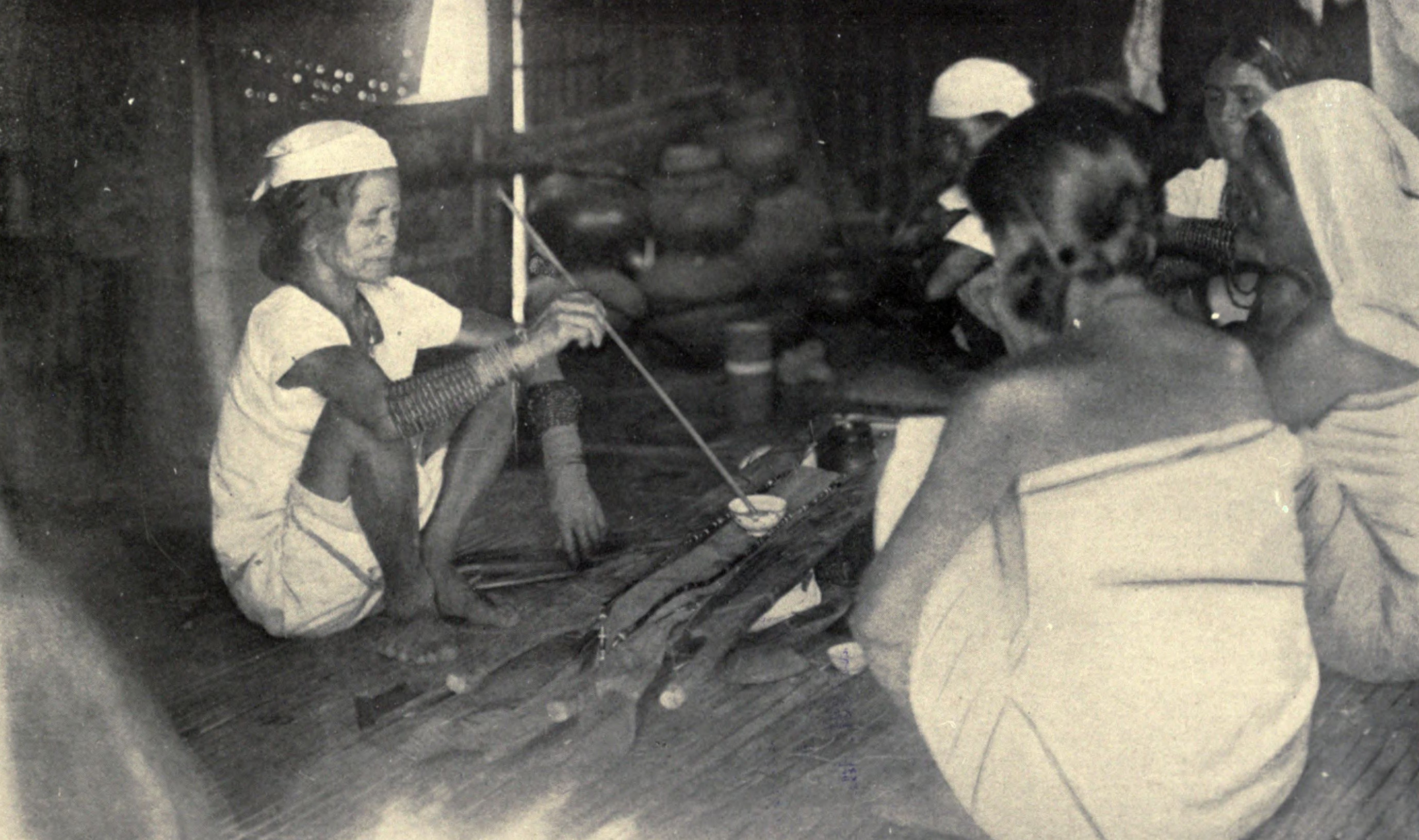
Filipínský šaman obětující duchu

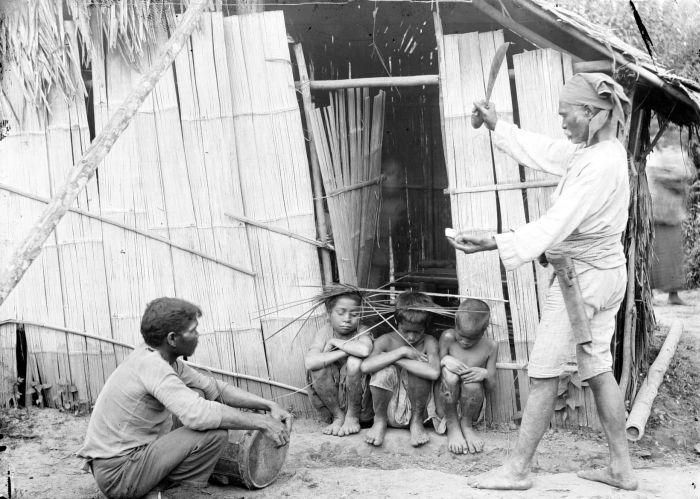
Molucký šaman během exorcistního rituálu

V Číně šamanismus dominoval za vlády dynastie Šang a kněží-šamani wu, mezi nimiž měli převahu ženy, byly ústředními praktikanty magie. Některé šamanistické prvky se pak zachovaly v taoismu. Vyskytuje se zde motiv kouzelného letu, ale také posedlosti zlými duchy lišek. Šamanismus dosud přežívá u národnostních menšin v jižní Číně, jako jsou Miaové, Jaové a Iové. V jejich šamanismu se objevuje posedlost duchy, šaman plní úlohy věštce, psychopompa a léčitele. Šamani při rituálech recitují posvátný epos Hnewo teyy.
Šamanistickým náboženstvím byl také tibetský bön, jehož kněží se dělí na černé a bílé. Tvrdí, že jsou posedlí bohy a používají bubny. Později byl bön vstřebán buddhismem. Buddhistům vadila zejména šamanská praxe krvavých obětí zvířat. O totéž se buddhisté pokusili také v Mongolsku a Burjatsku, kde však šamanistická tradice přežila.
V Koreji se šamanismus dochoval do současnosti, je však značně ovlivněný buddhismem a taoismem. Šamany jsou většinou ženy, často od narození slepé. Zabývají se hlavně věštěním a komunikací se zemřelými. V KLDR je ovšem šamanismus dodnes potírán.
V Japonsku se dochovaly určité šamanské prvky v šintoismu, jako je uctívání hor a stromů nebo víra v duchy lišek (kicune) a psíků mývalovitých (tankui), kteří mohou posednout člověka. Na severu Japonska přežívá u etnika Ainů šamanismus, spojený s kultem medvěda.

## Šamanismus v současnosti
V současnosti jsou dva nejznámější typy šamanismu sibiřský a severoamerický. Sibiřský šamanismus byl za dob Ruského impéria a zejména Sovětského svazu vystaven tvrdému pronásledování. V době stalinismu byli mnozí šamani, ale i badatelé, kteří se šamanismem zabývali (Gavril Xenofontov, Platon Slepcov – Ojunskij) popraveni nebo posláni do Gulagu.[zdroj?] Přesto se Rusům nepodařilo šamanismus vymýtit. V současné době zde (zejména v Tuvě a Jakutsku) dochází k renesanci šamanismu.
Rovněž v USA byly tradice původních obyvatel od konce 19. až do 60. let 20. století potírány. Indiánské děti byly izolovány od rodin a zbavovány vlivu tradiční kultury. Praktikování mnoha indiánských rituálů bylo v USA dlouho protizákonné, např. v případě tance slunce až do 70. let 20. století. V posledních třiceti letech se však zvýšil zájem o indiánské tradice i mezi bílými Američany.
Adaptací šamanismu do moderního a postmoderního světa vzniká neošamanismus, někdy vázaný na hnutí New Age a novopohanství. Velký vliv na jeho utváření měl především Carlos Castaneda s knihou Učení dona Juana a Michael Harner a jeho „core šamanismus“. S neošamanismem také souvisí tzv. městský a digitální šamanismus využívající prvky šamanismu spjatého s přírodou k práci s výtvory moderní civilizace.